# Dolomiti (formaggio)
Il Dolomiti è un formaggio il cui nome deriva dall'omonima regione montuosa che per la maggior parte si estende nella Provincia di Belluno, caratterizzata da aree ricche di pascoli ove viene praticato ancora l'alpeggio, con la conseguente alimentazione a base di erbe autoctone dai profumi variegati.

## Storia
Negli anni trenta, gli allievi dell'Istituto Tecnico Agrario di San Michele all'Adige iniziarono la produzione delle prime forme del formaggio; in seguito, lo sviluppo della produzione si estese a livello regionale.
All'inizio degli anni sessanta il formaggio era noto con il nome di Nostrano, intendendo l'origine locale e di tutta la regione dolomitica; la denominazione di "Formaggio Dolomiti" avviene a partire dagli anni ottanta.
L'attuale produzione si concentra prevalentemente nella zona di Colle Santa Lucia e nella Val Zoldana, in Veneto, e in parte anche nelle vicine Dolomiti della Val di Fiemme, in Trentino.

## Caratteristiche
Le pezze di Dolomiti oggigiorno hanno una sagoma cilindrica, sono spesse 10–11 cm, il diametro è di 20–25 cm e pesano dai 3 ai 7 kg. Il formaggio ha una pasta bianca, molle ma non cremosa, dal sapore deciso e gradevole, con occhiatura rada e minuta; la scorza è molle e chiara. Viene classificato come formaggio di tipo "latteria" a pasta semicruda, e si può consumare fresco o nei diversi gradi di stagionatura, che lo rendono man mano più piccante.  Si produce tutto l'anno, con latte di vacca di razza Bruna o Bruno Alpina, effettuando 2 mungiture distinte, una al mattino ed una alla sera.